# Julian Brunicki
Julian Marian Brunicki (ur. 10 grudnia 1864 we Lwowie, zm. 9 kwietnia 1924 w Podhorcach) – baron, ziemianin, przyrodnik, poseł do Sejmu Krajowego Galicji IX I X kadencji.

## Życiorys
Syn porucznika armii Austro-Węgier Juliana Karola. Uczył się w C. K. Gimnazjum im. Franciszka Józefa we Lwowie, gdzie zdał maturę w 1883. Podczas studiów zebrał kolekcję entomologiczną. Wyniki badań publikował w naukowych czasopismach Akademii Nauk w Krakowie. Interesując się najnowszymi metodami agrotechnicznymi w majątku odziedziczonym po ojcu zmarłym w 1880 w Podhorcach 1892 zakłada ogród owocowych i ozdobnych drzew, krzewów i roślin kwiatowych. Ogród ma powierzchnię około 55 ha skupiając bardzo dużo gatunków drzew. Julian Brunicki był jednym z pierwszych uprawiających w Galicji ziemniaki. Członek i działacz Galicyjskiego Towarzystwa Gospodarskiego, członek jego Komitetu (20 czerwca 1897 – 20 czerwca 1914). Za swoją działalność społeczną i naukową został odznaczony we wrześniu 1896 Order Korony Żelaznej III klasy. 17 sierpnia 1890 roku w kościele w Horodence wziął ślub z Joanną Antoniną Stefanią (Iwą) Romaszkan. Para osiadła w Strzałkowie, gdzie urodziło się ich dwóch synów Julian Jakub i Józef Albert (1892-1936). Siostra Iwy Maria (Mimi) była żoną generała Józefa Adama Lasockiego. W 1908 zostaje wybrany z  I kurii z obwodu stryjskiego posłem IX kadencji Sejmu Krajowego Galicji, ten sam okręg reprezentuje w X kadencji. W sejmie zajmował się zagadnieniami gospodarczymi: ochroną przyrody, rolnictwem. W czasie I wojny pałac w Podhorcach został przejęty przez armię rosyjską Brunicki przedarł się do Wiednia pod koniec życia wrócił do Podhorców gdzie zmarł, został pochowany w Strzałkowie.